# Werner von Schwerin (konstnär)
Philip Werner von Schwerin, född 7 juni 1777 i Skällviks församling, Östergötlands län, död 23 mars 1859 i Skällviks församling, Östergötlands län, var en svensk greve, jurist och tecknare.

## Biografi
Werner von Schwerin föddes 1777 på Stegeborg i Skällviks församling. Han var son till kammarherren greve Verner Detlov von Schwerin och grevinnan Mariana Eleonora von Schwerin. von Schwerin blev 16 juni 1783 sergeant vid Kalmar regemente och 7 augusti 1787 kornett vid Östgöta kavalleriregemente. Han blev 1794 student vid Uppsala universitet.
Efter juridiska studier i Uppsala blev von Schwerin assessor vid Göta hovrätt 1805. Som tecknare har han efterlämnat skissböcker med teckningar från en resa till Gotland och Öland 1808–1809 samt teckningar från skilda platser i Sydsverige. Teckningen Jönköping från östra vindsfönstret af Hovrätts huset återutgavs i Ernst-Folke Lindbergs Kulturspeglingar, Studier tillägnade Sam Owen Jansson 1966.

### Familj
von Schwerin gifte sig 12 april 1807 i Jönköping med Vendla Gustava Ahlgren (1787–1865). Hon var dotter till landskamreren Nils Erik Ahlgren och Anna Catharina Kåhre. De fick tillsammans barnen Mariana Eleonora von Schwerin (1808–1897) som var gift med överstelöjtnanten Carl von Schwerin, översten Filip Verner von Schwerin (1810–1859), Vendla Vilhelmina von Schwerin (1812–1893) som var gift med översten Nils Ericson, Charlotta Filipina von Schwerin (1813–1872) som var gift med majoren Fredrik Ulrik Mannerstråle, Sofia Lovisa von Schwerin (1817–1817) och Ebba Mariana von Schwerin (1824–1915) som var gift med löjtnanten Otto Filip August von Schwerin.